# Каміль Грабара
Каміль Грабара (пол. Kamil Grabara; нар. 8 січня 1999, Руда-Шльонська, Польща) — польський футболіст, воротар німецького клубу «Вольфсбург» та національної збірної Польщі.

## Ігрова кар'єра

### Клубна
Каміль Грабара народився у містечку Руда-Шльонська Сілезького воєводства. Першим професійним клубом його був «Рух» з Хожува. Але в основі воротар так і не зіграв, провівши лише кілька матчів у другій команді. У 2016 році молодого воротаря примітили агенти англійського «Ліверпуля» і вже взимку того року Грабара перейшов до стану мерсисайдського клуба. Сума трансферу становила 250 тисяч фунтів стерлінгів.
До першої команди «Ліверпуля» Грабара не зміг пробитися, переважно граючи у молодіжному складі. І другу половину сезону 2018/19 Грабара провів в оренді у данському клубі «Орхус».
Перед початком сезону 2019/20 «Ліверпуль» узгодив з польським воротарем довготривалий контракт, а для набуття ігрової практики Грабара вирушив в оренду у клуб Чемпіоншипа «Гаддерсфілд Таун».
Перед початком нового сезону «Ліверпуль» знову відправив воротаря в оренду. Цього разу став вже добре відомий Камілю данський «Орхус».
У вересні 2023 року стало відомо, що німецький клуб «Вольфсбург» підписав довготривалий контракт з польським воротарем, який вступить в дію з 1 липня 2024 року. Грабара прийде в команду на заміну Кастельсу, який залишив клуб. 25 серпня 2024 року у матчі проти мюнхенської «Баварії» Каміль Грабара дебютував у німецькій Бундеслізі.

### Збірна
Каміль Грабара грав за юнацькі збірні Польщі різних вікових категорій. У 2019 році у складі молодіжної збірної Каміль брав участь у молодіжній першості Європи, що проходила на полях Італії та Сан-Марино.

## Цікаві факти
Каміль Грабара став другим польським голкіпером «Ліверпуля» після Єжи Дудека.

## Титули і досягнення
- Чемпіон Данії (2):

«Копенгаген»: 2021-22, 2022-23
- Володар Кубка Данії (1):

«Копенгаген»: 2022-23